# Vlag van Kirovohrad (oblast)

Vlag van Kirovohrad

De vlag van Kirovohrad is sinds 29 juli 1998 samen met het Kirovohradse wapen het officiële symbool van de oblast Kirovohrad.
De vlag, met een hoogte-breedteverhouding van 2:3, is in twee helften verdeeld: aan de hijszijde een rood veld en aan de andere zijde een geel veld. In het rode veld staat een Scythische adelaar, die afkomstig is uit het wapen van de oblast.